# Pilot ACE

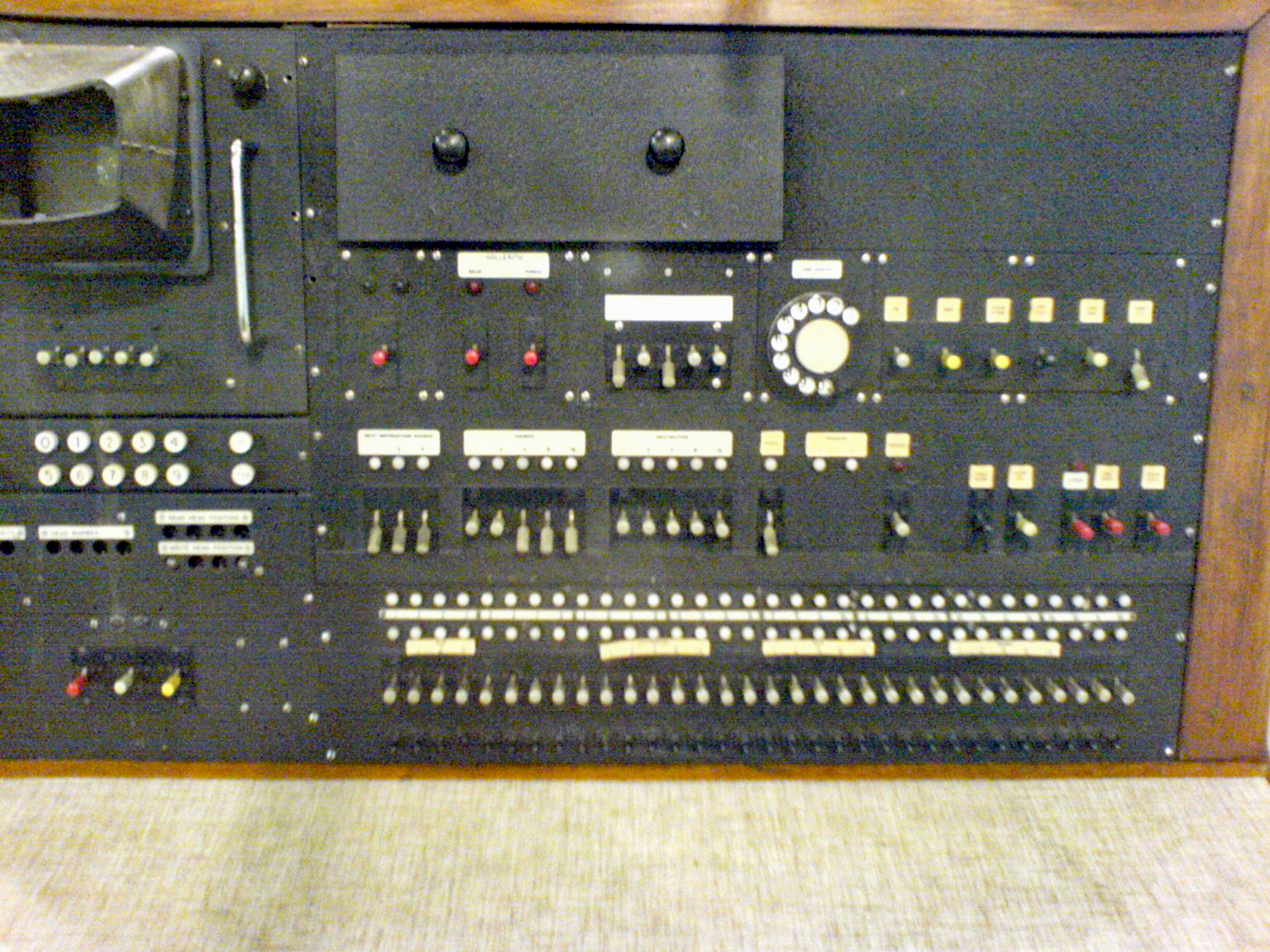
Consola del Pilot ACE

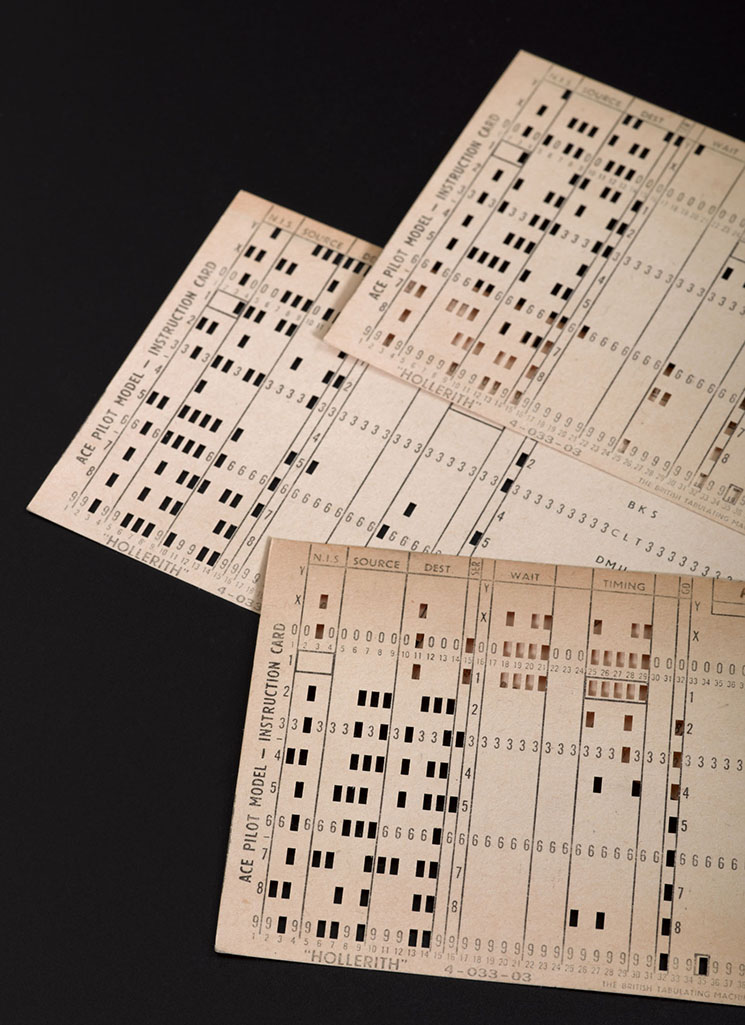
Targetes perforades del pilot ACE.

El Pilot ACE (Automatic Computing Engine) va ser un dels primers ordinadors construïts al Regne Unit. Construït al National Physical Laboratory (NPL) a principis de la dècada de 1950, també va ser un dels primers ordinadors de propòsit general amb programes emmagatzemats, unint-se a altres dissenys del Regne Unit com el Manchester Mark 1 i l'EDSAC de la mateixa època. Va ser una versió preliminar de l'ACE complet, que va ser dissenyat per Alan Turing, que va deixar NPL abans que s'acabés la construcció.

## Història
Pilot ACE es va crear amb una versió reduïda del disseny "Full" ACE de Turing. Després que Turing va deixar NPL (en part perquè estava desil·lusionat per la manca de progrés en la construcció de l'ACE), James H. Wilkinson es va fer càrrec del projecte. Donald Davies, Harry Huskey i Mike Woodger van participar en el disseny. El Pilot ACE va executar el seu primer programa el 10 de maig de 1950, i es va demostrar a la premsa el novembre de 1950.
Tot i que originàriament estava pensada com un prototip, va quedar clar que la màquina era un recurs potencialment útil, sobretot tenint en compte la manca d'altres dispositius informàtics en aquell moment. Després d'algunes actualitzacions per fer l'ús operatiu pràctic, va entrar en servei a finals de 1951 i va veure un servei operatiu considerable durant els anys següents. Una de les raons per les quals Pilot ACE va ser útil és que era capaç de realitzar l'aritmètica de coma flotant necessària per als càlculs científics. Wilkinson explica la història de com va ser això.
Quan es va construir per primera vegada, Pilot ACE no tenia maquinari per a la multiplicació o la divisió, a diferència d'altres ordinadors en aquell moment. (La multiplicació de maquinari es va afegir més tard.) Pilot ACE va començar utilitzant la multiplicació i divisió de punt fix implementada com a programari. Aviat es va fer evident que l'aritmètica de punt fix era una mala idea perquè els números ràpidament van sortir de l'interval. Només va trigar poc a escriure programari nou perquè Pilot ACE pogués fer aritmètica de coma flotant. Després d'això, James Wilkinson es va convertir en un expert i va escriure un llibre sobre els errors d'arrodoniment en els càlculs de coma flotant, que finalment es va vendre bé.
Pilot ACE va utilitzar aproximadament 800 tubs de buit. La seva memòria principal consistia en línies de retard de mercuri amb una capacitat original de 128 paraules de 32 bits cadascun, que després es va ampliar a 352 paraules. El 1954 es va afegir una memòria de tambor de 4096 paraules. La seva freqüència de rellotge bàsica, 1 megahertz, era la més ràpida dels primers ordinadors britànics. El temps per executar les instruccions depenia molt d'on es trobaven a la memòria (a causa de l'ús de la memòria de línia de retard). Una addició podria prendre entre 64 i 1024 microsegons .
La màquina va tenir tant d'èxit que una versió comercial d'aquesta, anomenada DEUCE, va ser construïda i venuda per l' English Electric Company.
El Pilot ACE es va fer funcionar fins al mes maig de 1955 i es va lliurar al Museu de la Ciència, on es conserva encara avui dia.

## Programari
La instal·lació del tambor magnètic l'any 1954 va obrir el camí per desenvolupar un programa de control per executar programes que tracten matrius. Seguint la instància de JM Hahn de la British Aircraft Corporation, Brian W. Munday va desenvolupar el Programa d'Interpretació General (GIP), que només requeria paraules de codi senzilles per executar una col·lecció de programes anomenats "bricks". Cada "brick"podria realitzar una única tasca, com ara resoldre un conjunt d'equacions simultànies, invertir una matriu i realitzar la multiplicació de matrius. Tot i que no hi havia res de nou en aquest concepte, on GIP era únic era en la simplicitat de les paraules de codi que no especificaven els límits de les matrius. Els límits es van extreure de la matriu del tambor, on els límits eren el segon i el tercer element emmagatzemat. Quan es perforava una matriu a les targetes, es donaven els límits com els dos primers elements. Així, un cop escrit un programa, es podria executar automàticament amb diferents mides de matrius, sense necessitat de canviar el programa. GIP funcionava el 1954, i es va reescriure per DEUCE, el successor de Pilot ACE.
Els "bricks" per a ser utilitzats amb GIP van ser escrits per M. Woodger, que va idear un esquema únic per emmagatzemar elements de matriu, és a dir, " bloc flotant ". Per utilitzar el punt flotant normal hauria requerit dues paraules per a cada element. El compromís era utilitzar un únic exponent per a tots els elements d'una matriu. Per tant, només calia una paraula per a cada element. Només es van normalitzar els elements més grans. Els elements més petits es van escalar en conseqüència. Tot i que hi va haver una certa pèrdua de precisió associada amb els elements més petits, no va ser gran, tenint en compte que els elements acostumaven a estar en un factor de deu els uns dels altres. L'exponent es va emmagatzemar amb la matriu, juntament amb les dimensions.